# Jablan (Republika Serbska)
Jablan (cyr. Јаблан) – wieś w Bośni i Hercegowinie, w Republice Serbskiej, w gminie Laktaši. W 2013 roku liczyła 2127 mieszkańców.